# Sent Líser
|  | No s'ha de confondre amb Sent Leser. |

Sent Líser (en occità Sent Líser, en francès Saint-Lizier) és un municipi francès, situat al 
Departament de l'Arieja a la regió Occitània, a la riba del riu Salat.